# Districtul Kanchanadit
Kanchanadit (în thailandeză กาญจนดิษฐ์) este un district (Amphoe) din provincia Surat Thani, Thailanda, cu o populație de 98.432 de locuitori și o suprafață de 879,0 km².